# Yuichi Nakayama

Yuichi Nakayama in 2012.

Yuichi Nakayama (Japans: 中山雄一) (Tokio, 25 juli 1991) is een Japans autocoureur. In 2013 werd hij kampioen in het Japanse Formule 3-kampioenschap.

## Carrière
Nakayama begon zijn autosportcarrière in het karting in 1997, waarin hij tot 2007 actief bleef. Hij reed voornamelijk in Japan en won een aantal kampioenschappen. In 2008 stapte hij over naar het formuleracing, waarin hij deelnam aan de Formula Challenge Japan. Hij bleef drie jaar in deze klasse rijden. In zijn eerste seizoen werd hij dertiende in het kampioenschap met 32 punten en een vierde plaats op de Fuji Speedway als beste resultaat. In 2009 behaalde hij zes podiumfinishes en werd zo met 41 punten vierde in de eindstand. In 2010 won hij tien van de twaalf races en eindigde hij in de andere races als tweede en werd zo met 135 punten overtuigend kampioen in de klasse. Tevens reed hij dat jaar in de laatste drie races van de Formule BMW Pacfic als gastcoureur bij het Asia Racing Team en werd derde in zijn tweede race op het Okayama International Circuit.
In 2011 kwam Nakayama uit in de nationale klasse van het Japanse Formule 3-kampioenschap bij het team TOM's Spirit. Hij behaalde twee klasse-overwinningen op Fuji en nog een op Okayama en stond in zes andere races op het podium. Zo werd hij met 83 punten derde in de eindstand achter Katsumasa Chiyo en Tomoki Nojiri.
In 2012 maakte Nakayama binnen de Japanse Formule 3 de overstap naar de hoofdklasse, waarin hij nog altijd voor TOM's reed. Hij won een race op de Twin Ring Motegi voordat hij de laatste vijf races van het seizoen op het Sportsland SUGO (driemaal) en Fuji (tweemaal) allemaal wist te winnen. Hij stond in nog drie andere races op het podium en werd zo achter Ryō Hirakawa tweede in de eindstand met 103 punten. Aan het eind van het seizoen nam hij deel aan de Grand Prix van Macau, waarhin hij 21e werd.
In 2013 bleef Nakayama actief in de Japanse Formule 3 bij TOM's. Hij won elf van de dertien races die hij startte en eindigde in de andere twee races als tweede, waardoor hij met 146 punten overtuigend kampioen werd. Hij nam echter niet deel aan het laatste raceweekend op Fuji. Tevens debuteerde hij in de GT300-klasse van de Super GT bij het team APR in een Toyota Prius tijdens de race op de Suzuka International Racing Course en eindigde hierin als vijftiende. Aan het eind van het seizoen reed hij bij TOM's in de Grand Prix van Macau en werd twaalfde in de race.
In 2014 debuteerde Nakayama in de Super Formula, waarin hij uitkwam voor het team KCMG. Hij kende een moeilijk debuutseizoen, waarin een tiende plaats op Fuji zijn beste klassering was. Hij eindigde puntloos als achttiende in het klassement. Ook reed hij opnieuw in de GT300-klasse van de Super GT bij APR in een Toyota Prius in de race op Suzuka. Ditmaal werd hij, in een auto die hij deelde met Morio Nitta en Koki Saga, tweede in de race.
In 2015 bleef Nakayama actief in de Super Formula. Hij behaalde zijn eerste puntenfinish in de seizoensfinale op Suzuka met een zesde plaats, waardoor hij met 1,5 punten zestiende werd in de eindstand. Daarnaast debuteerde hij als fulltime coureur in de GT300-klasse van de Super GT bij APR, waar hij een Toyota Prius deelde met Koki Saga. Hij won direct zijn eerste race op Okayama en won tevens de laatste race op Motegi. Daarnaast behaalde hij op SUGO het podium, waardoor hij met 69 punten derde werd in het kampioenschap.
In 2016 kende Nakayama opnieuw een zwaar seizoen in de Super Formula, waarin hij opnieuw geen punten wist te scoren. Met een negende plaats op Fuji als beste resultaat werd hij achttiende in de eindstand. In de Super GT won hij met Saga een race op SUGO en behaalde hij nog twee podiumfinishes op Suzuka en Motegi. Met 60 punten werd het duo tweede in de eindstand.
In 2017 keerde Nakayama niet terug naar de Super Formula en concentreerde hij zich volledig op de Super GT. Hierin stapte hij binnen de GT300-klasse over naar het team LM Corsa, waarin hij een Lexus RC F GT3 deelde met Sho Tsuboi. Zij wonnen twee races op Fuji en het Chang International Circuit en werden zo met 61 punten derde in het kampioenschap.
In 2018 bleef Nakayama rijden in de Super GT, maar deelde hij nu de auto met zijn voormalige teamgenoot Morio Nitta. Het duo won twee races op Suzuka en Autopolis en werd met 45 punten zesde in de eindstand. Tevens keerde Nakayama dat jaar eenmalig terug in de Super Formula bij het carrozzeria Team KCMG op Motegi als vervanger van Kamui Kobayashi, die dat weekend uitkwam in het FIA World Endurance Championship (WEC). Hij eindigde de race als dertiende. Verder won hij de SP Pro-klasse van de 24 uur van de Nürburgring bij het team Toyota Gazoo Racing in een Lexus LC.
In 2019 stapte Nakayama binnen de Super GT over naar de GT500-klasse, waarin hij voor het Lexus Team SARD een Lexus LC 500 deelde met Heikki Kovalainen. Het duo won een race op Autopolis en werd met 44 punten vijfde in het eindklassement. Aan het eind van het jaar keerde Nakayama terug in de Super Formula bij het UOMO Sunoco Team LeMans tijdens de laatste twee races op Okayama en Suzuka als vervanger van Artjom Markelov, die was overgestapt naar de Formule 2. Hij eindigde de races als vijftiende en zestiende.
In 2020 reed Nakayama in de Super GT voor het team Toyota Gazoo Racing Team SARD in een Toyota GR Supra GT500. Zijn reguliere teamgenoot Kovalainen miste de eerste twee races vanwege reisbeperkingen rondom de coronapandemie en werd in deze races vervangen door respectievelijk Kenta Yamashita en Sena Sakaguchi. Nakayama won de race op Fuji en werd met 42 punten negende in de eindstand. Tevens keerde hij dat jaar terug in de Super Formula tijdens de races op Okayama en Autopolis, opnieuw omdat Kobayashi deelnam aan het FIA WEC. Hij eindigde de races als elfde en achttiende.
In 2021 rijdt Nakayama in de Super GT bij het TGR Team SARD in een Toyota GR Supra GT500 naast Kovalainen.